# One More Night (chanson de Phil Collins)
Pour les articles homonymes, voir One More Night.
Singles de Phil Collins
Easy Lover
(1984) Sussudio
(1985)
One More Night est une chanson de Phil Collins sortie le 6 avril 1985 et présente sur l'album No Jacket Required (1985). 
Le solo de saxophone est joué par Don Myrick, saxophoniste d'Earth, Wind and Fire, qui apparaît également dans le vidéoclip.
Le vidéoclip a été tourné dans un bar de Londres, la même journée et le même bar qui servira pour le tournage du vidéoclip de Sussudio. Contrairement à Sussudio, le vidéoclip de cette chanson est entièrement en noir et blanc. Phil Collins chante en jouant du piano lorsque le bar est fermé. Don Myrick fait une apparition à la fin du vidéoclip.  
Le single devient son 2e single à se classer n°1 du Billboard Hot 100 en février 1985, y restant pendant 2 semaines. Il sortira comme 2e single en avril 1985 dans le reste du monde. Le single est aussi un succès international, se classant n°4 au Royaume-Uni et se classant très bien dans la plupart des marchés mondiaux (comme les Pays-Bas et la Nouvelle-Zélande).

## Personnel
- Phil Collins : Chant, chœurs, Roland TR-808, piano électrique.
- Daryl Stuermer : Guitare
- Leland Sklar : Basse
- Donald Myrick : Saxophone
- Arif Mardin : Arrangements des cordes

## Classements
| Classement (1985)                      | Meilleure position |
| -------------------------------------- | ------------------ |
| Allemagne (Media Control AG)           | 10                 |
| Australie (Kent Music Report)          | 2                  |
| Autriche (Ö3 Austria Top 40)           | 6                  |
| Belgique (Flandre Ultratop 50 Singles) | 9                  |
| Canada (RPM)                           | 1                  |
| Espagne (AFYVE)                        | 14                 |
| États-Unis (Hot 100)                   | 1                  |
| Finlande (Suomen virallinen lista)     | 13                 |
| France (SNEP)                          | 24                 |
| Irlande (IRMA)                         | 4                  |
| Italie (FIMI)                          | 18                 |
| Nouvelle-Zélande (RMNZ)                | 5                  |
| Pays-Bas (Single Top 100)              | 8                  |
| Pologne (LP3)                          | 14                 |
| Royaume-Uni (UK Singles Chart)         | 4                  |
| Suisse (Schweizer Hitparade)           | 6                  |
| Zimbabwe (ZIMA)                        | 4                  |